# Johan Happenius
Johan Happenius, död 10 februari 1737, var boktryckare i Karlskrona från 1726 och från och med 1728 den förste innehavaren av Kungl. Amiralitetsboktryckeriet. Han benämndes även stadsboktryckare och Blekinges provinsboktryckare.